# Adolf Cluss (Agrarwissenschaftler)

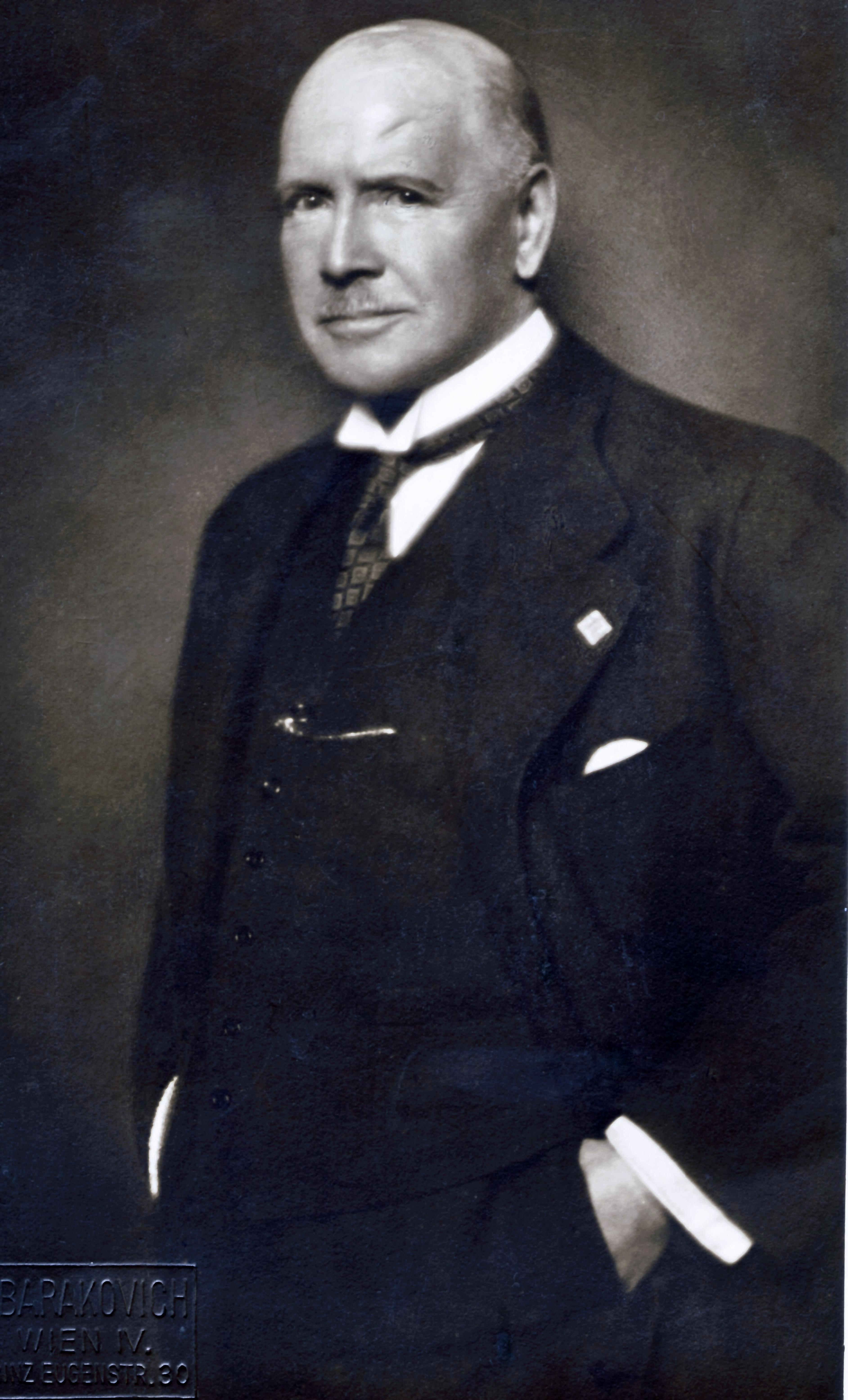
Adolf Cluss

Adolf Cluss, auch Adolf Cluß (* 6. Juni 1862 in Heilbronn; † 22. Dezember 1930 in Wien) war ein deutscher Agrarchemiker und Brauwissenschaftler.

## Leben
Adolf Cluss (auch Cluß geschrieben) stammte aus der alteingesessenen Heilbronner Unternehmer- und Brauerfamilie Cluss. Nach dem Besuch des Oberlyceums in Reutlingen und des humanistischen Gymnasiums in Heilbronn begann er an der Ludwig-Maximilians-Universität München neben anderen Naturwissenschaften Chemie zu studieren. 1882 wurde er im Corps Suevia München recipiert. Als Inaktiver wechselte er an die Kaiser-Wilhelms-Universität Straßburg und die Ruprecht-Karls-Universität Heidelberg. 1886 wurde er in Heidelberg zum Dr. phil. promoviert. Im selben Jahr wurde er Assistent am chemischen Laboratorium der Landwirtschaftsakademie Hohenheim. Er ging 1888 an die Friedrichs-Universität Halle und wurde Assistent an der agrikulturchemischen Versuchsstation der Landwirtschaftskammer der Provinz Sachsen. Von dort aus unternahm er Studienaufenthalte an der Brauerei-Versuchsstation in Berlin sowie in Kopenhagen. 1893 habilitierte er sich an der Universität Halle im Fach Agrikulturchemie. 1902 erhielt er die Ernennung zum Vorstand der agrarchemischen Versuchsstation Halle. 1904 nahm er einen Ruf der Hochschule für Bodenkultur Wien er einen Ruf auf die Lehrkanzel für Gärungsgewerbe und als Leiter der Österreichischen Versuchsstation und Akademie für Brau- und Malzindustrie in Wien an. Seine Hauptarbeitsgebiete waren Nutzung und Bonitierung von Gerste sowie das Bierbrauen und die Weinherstellung.

## Schriften (Auswahl)
- Die Alkoholfrage vom physiologischen, sozialen und wirtschaftlichen Standpunkte. Parey, Berlin 1906.
- Brennerei (= Bibliothek der gesamten Landwirtschaft. 38, ZDB-ID 986282-1). Jänecke, Hannover 1908, (2. durchgesehene Auflage. ebenda 1922).
- als Herausgeber: Taschenbuch für Brau- und Malzindustrie. 2. Auflage. Selbstverlag der Österreichischen Versuchsstation und Akademie für Brau- und Malzindustrie, Wien 1913.
- Das Bier und unsere Volksernährung im Weltkrieg. Braumüller, Wien u. a. 1916.